# Appellation d'origine
Pour les articles homonymes, voir Appellation.

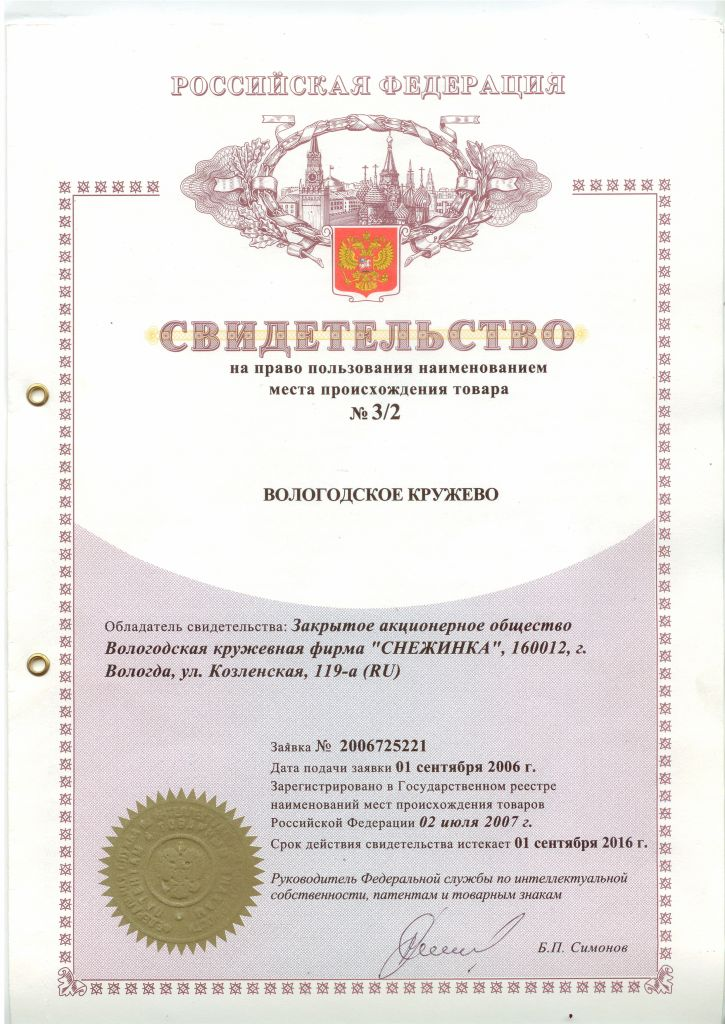
Exemple d'un certificat d'appellation d'origine en russe

L’appellation d'origine (AO) est un terme générique, initialement administratif, permettant de désigner une production, une transformation ou une fabrication dans un lieu déterminé. Si cette appellation d'origine fait l'objet d'une préservation dans le cadre d'échanges commerciaux, c'est un élément important de la propriété intellectuelle dans les secteurs économiques de l'agriculture, de l'industrie agroalimentaire ou de l'artisanat.

## Histoire
En 1716, Cosme III de Médicis définit les territoires où l'appellation chianti peut-être utilisée, premier exemple de protection des appellations d'origine. 
Depuis son introduction en 1905,, le terme s'est popularisé dans le langage courant, et est employé aussi bien par l'administration, la population ou pour le marketing et la commercialisation. 
En 1958 est adopté l'arrangement de Lisbonne, un traité international pour l'harmonisation, la protection, et l'enregistrement des AO. L'Arrangement définit les AO comme « dénomination géographique d'un pays, d'une région ou d'une localité servant à désigner un produit qui en est originaire et dont la qualité ou les caractères sont dus exclusivement ou essentiellement au milieu géographique, comprenant les facteurs naturels et les facteurs humains. »,

## Protections légales
L'« appellation d'origine protégée » (AOP) est un label de l'Union européenne, mais aussi de Suisse. L'« appellation d'origine contrôlée » (AOC) est un label français.
L'arrangement de Lisbonne signé en 1958 et revu à plusieurs reprises, ainsi que son acte de Genève en 2015, sont deux traités internationaux établissent un système d'enregistrement et de reconnaissance et protection mutuelles des AO, entre les États signataires.
Dans le cas des vins et spiritueux, l'accord sur les aspects des droits de propriété intellectuelle qui touchent au commerce (ADPIC) de l'Organisation mondiale du commerce peut procurer certaines protections aux AO.

### Enjeux
Propriété intellectuelle et agriculture sont deux éléments clés des négociations dans le cadre de l'OMC.

## Exemples de produits protégés comme AO
Un certain nombre d'AO sont répertoriées dans la base de données du registre international des appellations d'origine et indications géographiques (Système de Lisbonne) administré par l'Organisation mondiale de la propriété intellectuelle (OMPI). Les AO peuvent concerner aussi bien des produits alimentaires que des produits de santé, cosmétiques, produits artisanaux, ou tout type de produit spécifique à une origine et un terroir particuliers.

### Alimentation

#### Fromages
- casgiu merzu, pérail, roquefort, saint-nectaire, banon, edam

#### Fruits
- braeburn, belle de Boskoop, noix de Grenoble, reinette d'ambourne
- piments (Espelette, piquillo, piment de Jamaïque)

#### Charcuterie
- jambon de Bayonne, saucisse de Francfort, saucisse de Morteau

#### Porcelaine
- limoges, tournai, chelsea

### Artisanat

#### Coutellerie
- laguiole

#### Dentelle
- calais, alençon, bayeux

#### Tissus
- cachemire, jersey, djellaba[6]

### Produits de santé

#### Produits cosmétiques
- monoï de Tahiti
- huile d'argane

### Produits récréatifs

#### Vins
Pour le secteur viticole il existe plusieurs niveaux d'appellation en France :
- les appellations régionales, avec par exemple : bordeaux, bourgogne, côtes-du-rhône ;
- les appellations sous-régionales, avec par exemple : médoc, côte-de-beaune-villages, côtes-du-rhône-villages ;
- les appellations locales, avec par exemple : pauillac, volnay, châteauneuf-du-pape.

#### Vin muté
Il en existe deux types :
- vin doux naturel ;
- vin de liqueur.

#### Eau-de-vie
- armagnac (en Gascogne) ;
- cognac (en Charentes).

#### Rhums
- rhum du Venezuela (es)
- rhum de Cuba[10]

#### Tabac, cannabis
- cigares havane
- Depuis 2018[11], le département d'agriculture de l'État de Californie a lancé le programme "CalCannabis Appellations Program" (CAP) visant à développer des appellations d'origine pour les produits dérivés du cannabis[12] au sein de cet État où le commerce en est régulé[11].

## Grammaire

### Syntaxe
On nomme généralement une appellation d'origine sur le mode :
[type de produit] de (ou du, des…) [nom du lieu]
Ce qui donne : un vin de Champagne.
Mais on utilise souvent une contraction, où le nom du lieu devient le nom du produit même par antonomase : du champagne.

### Typographie

#### Majuscule et minuscule
Lorsque le nom désigne l'objet (le produit, le fromage, le vin, etc.), il devient un nom commun et s'écrit avec une minuscule,, :
- une coupe de champagne, du saint-émilion, un morceau de saint-nectaire, un havane, du très beau sèvres, une stout aux bulles fines.

On garde la majuscule si le lieu est cité en tant que tel :
- les vins de Bordeaux, le vignoble de Saint-Émilion, la tomme de Savoie, la porcelaine de Limoges.

Ce qui fait que pour certaines appellations, ces deux règles s'appliquent simultanément :
- un camembert de Normandie, du brie de Meaux.

Pour les références à un nom de marque, la majuscule est conservée :
- Je prendrais plutôt un verre de Château d'Yquem que deux de Veuve Cliquot.

#### Trait d'union
On y ajoute des traits d'union le cas échéant : un vin des coteaux du Languedoc devient un coteaux-du-languedoc.

### Genre et accord
Sous la forme contractée, l'appellation prend le genre du produit, et non du lieu :
- Masculin pour un vin, un fromage, un jambon, un cigare, un couteau, un vase…
  - un champagne, un côtes-du-rhône, un graves-supérieures, un havane, un chine
- Féminin pour une saucisse…
  - une francfort, une morteau, une montbéliard

Ces noms communs s'accordent normalement au pluriel :
- des champagnes, des alsaces, des roqueforts

Cependant, certains ouvrages ne font pas l’accord ou seulement pour certains produits (Girodet 1988, Impr. nat. 1990, Larousse 1992, Lexis 1989, Robert 1985, Robert 1993, Grevisse 1986, Hanse 1987, Thomas 1971).
Dans La majuscule, c'est capital !, Jean-Pierre Colignon indique : « L'usage est très flottant dès qu'il s'agit de noms composés. [Leur] complexité […] fait souvent opter en faveur de l'invariabilité : des saint-pourçain, des pouilly-fuissé, etc. ».